# Manuel Torres Campos
Manuel Torres Campos, född den 21 maj 1850 i Barcelona, död den 28 februari 1918, var en spansk rättslärd.
Torres Campos studerade i Almeria och Madrid. Han blev juris doktor 1871, var 1872-1881 bibliotekarie i Madrid och blev 1886 professor i Granada. Hans juridiska insikt blev mycket nyttjad av den spanska regeringen. Tillsammans med markisen Ramón María de Dalmau y de Olivart var Torres Campos Spaniens officiella representant i den europeiska folkrättskonserten. Han var medlem av Institut de droit international, av den permanenta skiljedomstolen i Haag, av gränskommissionen mellan Peru och Ecuador och många andra organ. Av Torres Campos omfattande författarskap kan framhävas: Estudios de Bibliografia española y extranjera del Derecho y del Notariado (1878), La pena de muerte y su aplicación en España (1879), det prisbelönta Principios de Derecho internacional privado ó de Derecho extraterritorial de Europa y America, en sus relaciones con el Derecho civil en España (1883), Bibliografia española contemporánea del Derecho y de la Politica, 1800—1880 (1883, med senare fortsättning till 1896, 2 band), Nociones de Bibliografia y Literatura juridicas en España (1884), Das Staatsrecht des Königreichs Spanien (Marquardsens Handbuch, 1889), Elementos de Derecho internacional privado (1887, 4:e upplagan 1913), Elementos de Derecho internacional público (1890, 3:e upplagan 1913) och det prisbelönta Bases de una legislación de extraterritorialidad (1907). Utöver en del uppsatser i tidskrifter översatte och bearbetade Torres Campos portugisen João Jacintho Tavares De Medeiros Antropologia y Derecho (1893).